# John Tiptoft (1er baron Tiptoft)
Pour les articles homonymes, voir John Tiptoft.
John Tiptoft, né à une date incertaine et mort le 30 janvier 1443, 1er baron Tiptoft, est un diplomate et homme d'État anglais.

## Biographie

### Fonctions sous Henri IV
Né dans la gentry du Cambridgeshire, sans titre de noblesse, il est écuyer de Henry Bolingbroke avant l'exil de ce dernier en octobre 1398. L'année suivante, Bolingbroke revient d'exil et se saisit de la Couronne d'Angleterre, devenant le roi Henri IV. Il fait chevalier John Tiptoft le 11 octobre 1399, deux jours avant son couronnement. N'ayant pas hérité de terres de sa famille, John Tiptoft en reçoit du roi en récompense pour ses services. En 1405, il recrute des hommes et prend part aux combats dans les Marches galloises contre les rebelles gallois menés par Owain Glyndŵr. En 1407, il épouse Philippa Talbot, ce qui accroît aussi nettement son domaine foncier.
Il est élu député du Huntingdonshire à la Chambre des communes du Parlement d'Angleterre aux parlements de janvier 1404, d'octobre 1404, puis de 1406. Les députés de ce dernier parlement l'élisent speaker de la Chambre, semble-t-il contre son gré puisqu'il demande en vain à être exempté de cette fonction. En tant que speaker, il est le porte-parole des doléances et reproches de la Chambre des communes auprès du roi. Il se fait donc le relai d'une chambre qui critique abondamment la qualité de la gouvernance du pays et qui cherche à restreindre les prérogatives du roi. Tiptoft mène à bien cet exercice difficile, parvenant à conserver l'estime à la fois des députés et du monarque. Il est nommé trésorier de la cour de décembre 1406 à juillet 1408, puis Trésorier de l'Échiquier jusqu'en décembre 1409, et donc membre ex officio de la cour du roi. 

### Fonctions sous Henri V et Henri VI
En retrait au cours des années qui suivent, John Tiptoft revient aux affaires publiques en étant élu député du Somerset au parlement d'avril 1414, dit le « Parlement du feu et des fagots ». Le jeune roi Henri V le nomme sénéchal d'Aquitaine en avril 1415. Chassé d'Aquitaine dès le mois de juin par les assauts du duc Jean Ier de Bourbon, John Tiptoft revient en Angleterre. À partir de 1416, il devient le principal ambassadeur d'Henri V auprès de cours étrangères. Il est dépêché pour négocier un soutien militaire pour l'Angleterre auprès de Sigismond, roi de Hongrie, et auprès du concile de Constance, de divers princes du Saint-Empire romain germanique et de la Hanse. Il obtient que Sigismond déploie des troupes à la frontière française en 1418, en soutien aux assauts anglais. En mai 1419, John Tiptoft participe à la mission diplomatique qui négocie la rencontre entre Henri V et le roi de France Charles VI en vue d'un traité de paix. 
De 1420 à 1421 (ou début 1422), il reprend ses fonctions de sénéchal d'Aquitaine, avant de revenir en Angleterre. Philippa étant décédée en 1417, il épouse en 1422 Joyce Charlton, ce qui accroît une nouvelle fois l'étendue de ses terres et lui permet d'affermir ses liens avec l'aristocratie. Cette même année, il est fait membre du conseil du nouveau monarque Henri VI, fonction qu'il conservera jusqu'à sa mort. Durant les années 1420, il en est l'un des membres les plus assidus et les plus actifs, et « l'un du petit groupe de huit à dix hommes qui prennent les décisions exécutives du gouvernement », le roi étant encore mineur. Il poursuit ses tâches diplomatiques : en décembre 1424, il se rend auprès de Jean de Lancastre, oncle du roi d'Angleterre et régent du royaume de France, pour y aborder des difficultés touchant à l'alliance entre l'Angleterre et la Bourgogne. 

### Élévation à la pairie et mort
Le 7 janvier 1426, John Tiptoft reçoit le titre de baron. En tant que nouveau membre de la pairie, il siège dès lors à la Chambre des Lords – il est d'ailleurs le premier ancien speaker des communes à recevoir cet honneur. De mai à juillet 1427, il est en ambassade au duché de Bourgogne. En juin 1436, il prend part à l'expédition militaire anglaise pour sauvegarder Calais de l'assaut des Bourguignons. Quelques mois plus tard, il participe aux négociations à Londres qui aboutissent à la signature d'un traité commercial avec la Prusse et la Ligue hanséatique. 
En novembre 1437, le roi Henri VI, désormais majeur, prend la direction des affaires du royaume, et l'autorité du conseil du roi est amoindrie. John Tiptoft en demeure néanmoins membre. Désormais en retrait des affaires de la cour, John Tiptoft consacre son temps libre à la rédaction d'une chronique de l'histoire d'Angleterre, connue par la suite sous le nom de Tiptoft's Chronicle. Mort en janvier 1443, il est inhumé à la cathédrale d'Ely. Son fils John deviendra « un humaniste et un patron des lettres distingué » et connaîtra une brillante carrière politique, avant son exécution en 1470 durant la guerre des Deux-Roses.